# Maizhokunggar
| Tibetische Bezeichnung                                                                 |
| -------------------------------------------------------------------------------------- |
| Tibetische Schrift: མལ་གྲོ་གུང་དཀར་རྫོང                                                     |
| Wylie-Transliteration: mal gro gung dkar rdzong                                        |
| THDL-Transkription: Meldro Gongkar                                                     |
| Andere Schreibweisen: Meldro Gungkar, Medro Gongkar, Maldro Gongkar, Medrogungkar etc. |
| Chinesische Bezeichnung                                                                |
| Vereinfacht: 墨竹工卡县                                                                |
| Pinyin:Mòzhúgōngkǎ Xiàn                                                                |

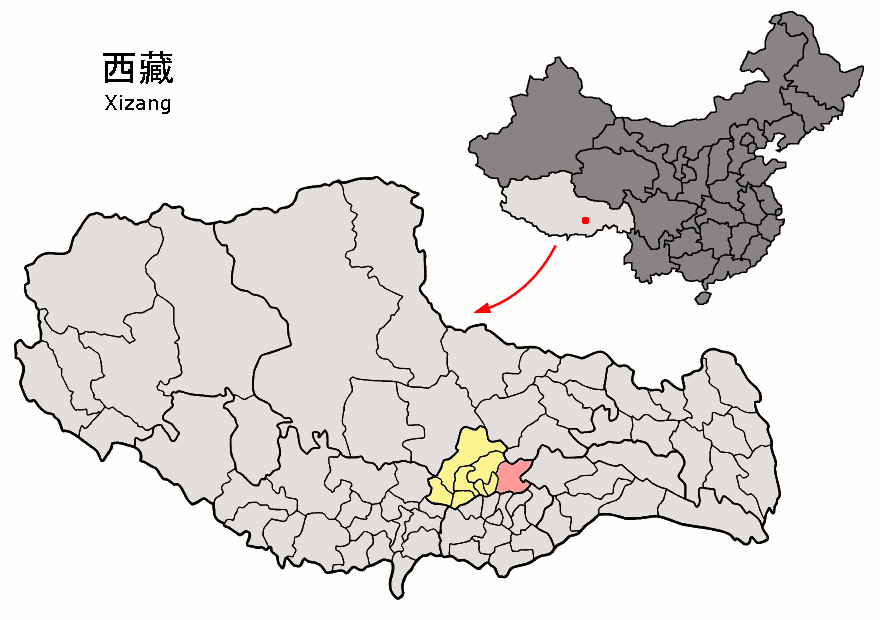
Lage des Kreises Maizhokunggar (rosa) in der bezirksfreien Stadt Lhasa (gelb)

Maizhokunggar (auch: Meldro Gongkar) ist ein Kreis in der bezirksfreien Stadt Lhasa im Autonomen Gebiet Tibet der Volksrepublik China. Die Fläche beträgt 5.503 Quadratkilometer und die Einwohnerzahl 49.511 (Stand: Zensus 2020). 1999 zählte Maizhokunggar 40.512 Einwohner. Sein Hauptort ist die Großgemeinde Kunggar (工卡镇). 

## Administrative Gliederung
Auf Gemeindeebene setzt sich der Kreis aus einer Großgemeinden und sieben Gemeinden zusammen. Diese sind (amtliche Schreibweise / Chinesisch):
- Großgemeinde Kunggar 工卡镇
- Gemeinde Gyama 甲玛乡
- Gemeinde Tanggya 唐加乡
- Gemeinde Zhaxigeng 扎西岗乡
- Gemeinde Nyimajangra 尼玛江热乡
- Gemeinde Zaxoi 扎雪乡
- Gemeinde Rutog 日多乡
- Gemeinde Mamba 门巴乡